# Fermă

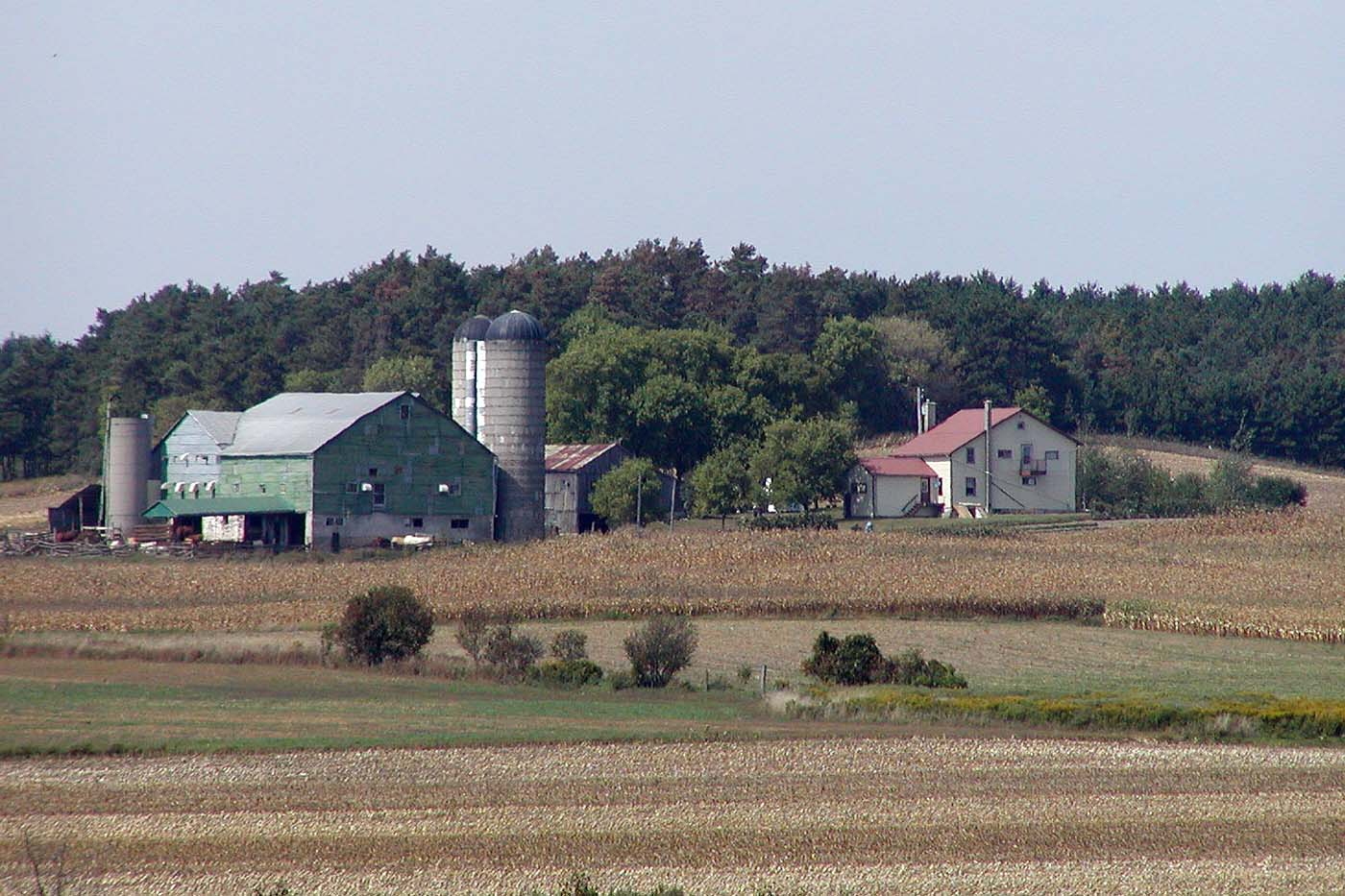
Fermă tipică nord-americană localizată în Ontario, Canada

Ferma este o porțiune de pământ situată în general într-o zonă rurală, a cărei activități principale includ crescutul de animale și agricultura, în general fiind distribuitor de produse naturale pentru mari companii din industria alimentară.